# Üstökösréce
Az üstökösréce (Netta rufina) a lúdalakúak rendjébe, ezen belül a récefélék (Anatidae) családjába tartozó faj.

## Előfordulása
Európában, Ázsiában vizek közelében fészkel, télen Észak-Afrikáig is eljut. 

### Kárpát-medencei előfordulása
Magyarországon fészkelő faj, első alkalommal a Fertő mellett költött 1983-ban. Nyugati irányból terjeszkedik, a jelentősebb dunántúli vizes élőhelyeken időközben rendszeresen fészkelő fajjá vált, az utóbbi években jelezték a Kiskunságból és a Hortobágyról is.

## Megjelenése
Testhossza 53–57 centiméter, szárnyfesztávolsága 84–88 centiméter, testtömege pedig 900–1400 gramm. A tojó valamivel kisebb, mint a hím.

## Életmódja
Elsősorban növényevő. Táplálékszerző magatartása az ún. úszórécék (úszva, esetleg fejüket a víz alá merítve táplálkoznak) és a bukórécék (teljes testükkel a víz alá merülve, a fenékről táplálkoznak) jellegzetességeit egyaránt mutatja. Rendszerint a sekély vízben, szegélyekben legeli a vízinövényzetet vagy az elszaporodó algákat, de előfordul, hogy víz alá bukva szerzi vízinövényekből, magvakból álló táplálékát. Elkapja az ebihalat és a vízirovarokat is.
Enyhe teleken Közép-Európában – Magyarországon is – néhány példány áttelelhet, de jellemzően elvonul. A Fertőnél, hazánkban egyedüli jelentős vonulóhelyén tavasszal májusban akár 600-1200 példány is látható egyszerre, őszi vonulása alkalmával ritkább. Ma már, 25 évvel első hazai költése után az országban bárhol felbukkanhat, sőt fészkelhet is az arra alkalmas költőhelyeken.
|  |  |  |

## Szaporodása

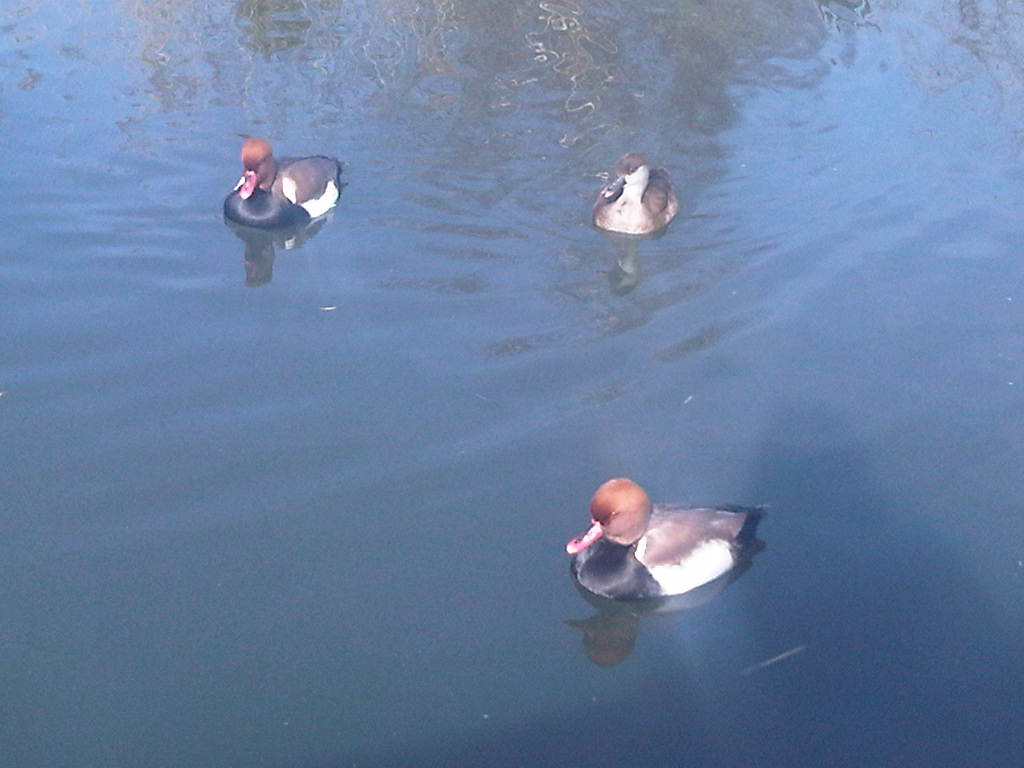
Két hím és egy tojó.

A fészket főleg a tojó építi vízparthoz közeli szigeteken, töltéseken, esetleg sekély vízű partmenti nádasokban. A Fertőn és a Hanságban, ahol rendszeresen fészkel, tojásos fészekaljai rendszerint sirálytelepeken kerülnek meg, ahol a tojók dankasirályok közt – élvezve a telep nyújtotta védelmet – gyomos növényzet (náddal keveredett bürök, csalán stb.) kotlanak. Tojásos fészekalját találták már nádkévék közt is. A fészekalj 6-12 tojásból áll, költési idő 26-28 nap. Kirepülési idő 40-45 nap. Amint az a réceféléknél aránylag gyakran előfordul a tojók gyakran vezetnek más fajhoz tartozó fiókákat és szintén gyakran megfigyelhetőek üstökösréce fiókák más récefajok fiókái között. Leggyakrabban a mindenütt gyakori tőkés réce fiókáival keverednek. Ennek oka, hogy a tojók a tojásrakás időszakában előszeretettel tojnak bele egy vagy több tojást más (esetleg más fajú) tojók fészkébe. Ez a viselkedés a saját maga által kotlott fészekalj esetleges pusztulása esetén is biztosíthatja néhány saját genetikai állományú fióka felnevelkedését.